# Psilogramma lukhtanovi
Psilogramma lukhtanovi là một loài bướm đêm thuộc họ Sphingidae. Loài này có ở Thái Lan.